# Sinagoga Galitska
La Sinagoga Galitska (en ucraniano: Га́лицька синаго́га) es una sinagoga en la ciudad de Kiev, la capital de Ucrania.
La sinagoga fue construida en 1909 con un estilo morisco. La fachada es neoromanticista, con elementos neobizantinos. El edificio fue devastado durante la Segunda Guerra Mundial por los nazis. Durante los siguientes cincuenta años se utilizó como un almacén de municiones. Fue renovada en 2001 y todavía está activa hoy en día.